# Parco nazionale Grampians
Il parco nazionale Grampians (Grampians National Park)  è un'area naturale protetta australiana ubicata nella regione chiamata Grampians nello stato di Victoria. La regione viene spesso chiamata anche Gariwerd, il suo nome originario aborigeno.
Il parco è stato costituito nel 1984 e nel 2006 è stato incluso nella Australian National Heritage List perché nel parco si trova la principale raccolta di pitture rupestri aborigene nello stato di Victoria.